# بابلو دي ميراندا
بابلو دي ميراندا (بالإسبانية: Pablo Timoteo De Miranda) (24 فبراير 1986 في الأرجنتين - ) هو لاعب كرة قدم أرجنتيني في مركز الدفاع. لعب مع انيستتوتو وتيغري وديفنسا خوستيكا وفيرو كاريل أويستي ونادي أتليتيكو كولون وComisión de Actividades Infantiles ‏ وIndependiente Rivadavia ‏ وAlebrijes de Oaxaca ‏.

## وصلات خارجية
- بابلو دي ميراندا على موقع قاعدة بيانات كرة القدم.إي يو (الإنجليزية)
- بابلو دي ميراندا على موقع Soccerway.com (الإنجليزية)